# エムエム総研
株式会社エムエム総研（エムエムそうけん）は、東京都新宿区新宿に本社を置く、 BtoBマーケティング支援事業会社。1999年にコールセンター「TELEMAX」を西麻布に開設以来、法人向けアウトバウンドのパイオニア企業として主に外資系の大手ITベンダーを中心に請け負っている。
リサーチ会社の株式会社MM総研は別会社。

## 概要
1989年の創業以来、営業のコンサルティングをメインに事業展開していたが現代表取締役社長の萩原張広が1998年にニューヨーク（マンハッタン）に出向いた際に、日本とは全く違うスタイルで成果を上げていた現地のマーケティング主体の法人営業スタイルに感銘を受け自社の事業内容をマーケティング支援事業にシフト、それ以降BtoBマーケティングを企画から実行までトータル的に行える専門エージェンシーとして業務展開している。
代表の「顧客が大手に偏っている現在のマーケティング手法をより小さいスケールでも確立したい」という意志から、2017年にBtoBマーケティングに特化した研修機関である『BtoBマーケティング・アカデミー』を自社内に設立、アカデミー生として採用した正社員に対し、自社の講師陣が予め用意したカリキュラムを元に教育をし、社内実務を通じ2、3カ月でマーケティングのノウハウを学ばせ、ある程度出来る人材に育ててから客先に常駐で実務に従事させるという事業も並行で行っている。

## 主な業務
- マーケティングコンサルティング
- イベントプロモーション
- クリエイティブ
- メディアプランニング
- ウェブマーケティング
- インサイドセールス
- BtoBマーケティング特化型人材派遣

## 社名の由来
創業時に人材ビジネスからはじめた為、マン・マーケティング総合研究所の略語となっている。
また一方で法人向けの「M = Marketing」を追求し、客の「M = Management／経営・事業」への貢献を行うという意味も込められている。